# Bésame, tonta
Bésame, tonta és una pel·lícula espanyola de comèdia estrenada el 10 de maig de 1982. Fou dirigida per Fernando González de Canales, coautor del guió amb Rafael Azcona i protagonitzada per Esperanza Roy i Javier Gurruchaga. La música és del grup d'aquest, Orquesta Mondragón.

## Sinopsi
Un jove treballador d'una sucursal bancària amb una manera de ser molt especial, és traslladat per ordre de la direcció a una sucursal on tots són inadaptats. Allí hi coneixerà tota una mena de personatges força estranys.

## Repartiment
- Javier Gurruchaga (Javier)
- Esperanza Roy (Lilly L'Amour)
- Pedro Ayestarán (Poper)
- Fernando Fernán-Gómez (director general)
- Paola Dominguín (Ella)
- Manolo Gómez Bur (Peralta)
- Joaquín Navarro (Él)
- Juan Guisán (director)
- José María García (Rodolfo Valentino)
- Fernando Salas (miope)
- Carlos Lucas (caixer)